# Laura Mulvey
Laura Mulvey (Oxford, 15 de agosto de 1941) es una teórica británica del cine feminista. Fue educada en St Hilda's College, Oxford. En la actualidad es profesora de cine y estudios medios en el Birkbeck, University of London. Trabajó en el British Film Institute durante muchos años antes de asumir su cargo actual. Su ensayo Placer visual y cine narrativo (1975) escrito como intervención política con el Movimiento de Liberación de la Mujer y la Segunda ola del feminismo como contexto, convirtió a la autora en una pionera en el análisis feminista del cine.
Durante el año académico 2008-09, Mulvey fue distinguida como profesora visitante Mary Cornille en las Humanidades en el Wellesley College. Recibió tres títulos honoríficos: en 2006, un doctorado en Letras de la Universidad de East Anglia; en 2009 un Doctor en Derecho de la Universidad de Concordia; en 2012, un Doctor en Literatura de Bloomsday de University College Dublin.

## Teoría del cine
Mulvey es principalmente conocida por su ensayo Visual Pleasure and Narrative Cinema (Placer visual y cine narrativo en español), escrito en 1973 y publicado en 1975 en la influyente revista de teoría cinematográfica británica Screen. Más tarde apareció en una colección de sus ensayos titulados Visual and Other Pleasures, así como en numerosas otras antologías. Su artículo, que fue influenciado por las teorías de Sigmund Freud y Jacques Lacan, es uno de los primeros ensayos importantes que ayudó a cambiar la orientación de la teoría del cine hacia un marco psicoanalítico. Antes de Mulvey, los teóricos del cine como Jean-Louis Baudry y Christian Metz utilizaron las ideas psicoanalíticas en sus textos  teóricos del cine. La contribución de Mulvey, sin embargo, inauguró la intersección de la teoría del cine, el psicoanálisis y el feminismo.
Mulvey afirma que tiene la intención de utilizar los conceptos de Freud y Lacan como una "arma política". Ella emplea algunos de sus conceptos para argumentar que el aparato cinematográfico del cine clásico de Hollywood inevitablemente coloca al espectador en una posición de sujeto masculino, con la figura de la mujer en la pantalla como el objeto de deseo y "la mirada masculina" (male gaze en inglés). En la era del cine clásico de Hollywood, se animaba a los espectadores a identificarse con los protagonistas, que eran y siguen siendo abrumadoramente masculinos. Mientras tanto, los personajes femeninos de Hollywood de las décadas de 1950 y 1960 estaban, según Mulvey, codificados con "apariencia de ser" mientras que el posicionamiento de la cámara y el espectador masculino constituían el "portador de la mirada". Mulvey sugiere dos modos distintos de la mirada masculina: "voyeurista" (es decir, ver a la mujer como imagen "a ser vista") y "fetichista" (es decir, ver a la mujer como un sustituto de "la falta", el miedo psicoanalítico subyacente de la castración).
Mulvey argumenta que la única manera de aniquilar el sistema patriarcal de Hollywood es desafiar radicalmente y reformular las estrategias cinematográficas de Hollywood clásico con métodos feministas alternativos. Ella pide una nueva cinematografía feminista de vanguardia que rompa el placer narrativo del cine clásico de Hollywood. Ella escribe: "Se dice que analizar el placer o la belleza lo aniquila. Esa es la intención de este artículo".
Visual Pleasure and Narrative Cinema fue el tema de mucha discusión interdisciplinaria entre los teóricos del cine que continuó hasta mediados de los años ochenta. Los críticos del artículo señalaron que el argumento de Mulvey implica la imposibilidad del disfrute del cine clásico de Hollywood por parte de las mujeres, y que su argumento no parecía tener en cuenta el espectador no organizado según líneas de género normativas. Mulvey aborda estos temas y otras críticas en su artículo posterior de 1981, Pensamientos posteriores sobre el placer visual y el cine narrativo (Afterthoughts on 'Visual Pleasure and Narrative Cinema en inglés), inspirado en El duelo en el sol (1946) de King Vidor; en el que argumenta un "travestismo" metafórico en el que un espectador femenino puede oscilar entre una posición analítica codificada por un hombre y una codificada por una mujer. Estas ideas llevaron a teorías de cómo los espectadores homosexuales, lesbianas y bisexuales también podrían ser negociados. Su artículo fue escrito antes de los hallazgos de la última ola de estudios de audiencias de medios sobre la naturaleza compleja de las culturas de fanes y su interacción con las estrellas. La teoría queer, como la desarrollada por el teórico de cine Richard Dyer, ha basado su trabajo en Mulvey para explorar las complejas proyecciones que muchos hombres y mujeres gays fijan en ciertas estrellas femeninas (por ejemplo, Doris Day, Liza Minnelli, Greta Garbo, Marlene Dietrich, Judy Garland).
El libro más reciente de Mulvey se titula Death 24x a Second: Stillness and the Moving Image (2006). En este trabajo, Mulvey responde a las formas en que las tecnologías de video y DVD han alterado la relación entre la película y el espectador. Los miembros del público ya no están obligados a ver una película en su totalidad de forma lineal desde el principio hasta el final. En cambio, los espectadores hoy exhiben mucho más control sobre las películas que consumen. En el prefacio de su libro, por lo tanto, Mulvey comienza explicando los cambios que la película ha sufrido entre los años setenta y los años 2000. Mientras que Mulvey señala que, cuando comenzó a escribir sobre películas, estaba "preocupada por la habilidad de Hollywood de construir la estrella femenina como el espectáculo definitivo, el emblema y la garantía de su fascinación y poder" ahora ella está "más interesada en la forma en que esos momentos de espectáculo fueron también momentos de detención narrativa, insinuando la quietud del marco único de celuloide". Con la evolución de las tecnologías de visualización de películas, Mulvey redefine la relación entre el espectador y el cine. Antes de la aparición de los reproductores de VHS y DVD, los espectadores solo podían mirar; no podían poseer los "preciosos momentos, imágenes y, sobre todo, sus ídolos", y así, "en respuesta a este problema, la industria del cine produjo, desde los primeros momentos del fandom, una panoplia de imágenes fijas que podría complementan la película en sí" que fueron "diseñados para darle al fanático de la película la ilusión de la posesión, haciendo un puente entre el espectáculo irrecuperable y la imaginación del individuo". Estos fotogramas, reproducciones más grandes de fotogramas de celuloide de carretes originales de películas, se convirtieron en la base de la afirmación de Mulvey de que incluso la experiencia lineal de una visión cinematográfica siempre ha exhibido un mínimo de quietud. Por lo tanto, hasta que un fanático pueda controlar adecuadamente una película para satisfacer sus propios deseos de visualización, Mulvey señala que "el deseo de poseer y mantener la imagen elusiva llevó a la visión repetida, al cine volver a ver la misma película una y otra vez de nuevo". Sin embargo, con la tecnología digital, los espectadores ahora pueden pausar películas en cualquier momento dado, reproducir sus escenas favoritas e incluso omitir las escenas que no desean ver. Según Mulvey, este poder ha llevado a la aparición de su "espectador posesivo". Las películas, entonces, ahora se pueden "retrasar y, por lo tanto, fragmentar de la narración lineal en momentos o escenas favoritas" en las que "el espectador encuentra una relación elevada con el cuerpo humano, particularmente con la estrella". Es dentro de los límites de esta relación redefinida que Mulvey afirma que los espectadores ahora pueden participar en una forma sexual de posesión de los cuerpos que ven en la pantalla.
Mulvey cree que la película de vanguardia "plantea ciertas preguntas que confrontan conscientemente la práctica tradicional, a menudo con una motivación política" que trabaja para cambiar los "modos de representación" y las "expectativas en el consumo". Mulvey ha declarado que las feministas reconocen que las vanguardias modernas "son relevantes para su propia lucha por desarrollar un enfoque radical del arte".

## El falocentrismo y el patriarcado
Mulvey incorpora la idea freudiana del falocentrismo en  Visual Pleasure and Narrative Cinema. Utilizando los pensamientos de Freud, Mulvey insiste en la idea de que las imágenes, los personajes, las tramas y las historias, y los diálogos en las películas se basan inadvertidamente en los ideales del patriarcado, tanto dentro como fuera de los contextos sexuales. También incorpora las obras de pensadores como Jacques Lacan y medita sobre los trabajos de los directores Josef von Sternberg y Alfred Hitchcock.
Dentro de su ensayo, Mulvey analiza varios tipos diferentes de espectadores que ocurren mientras se ve una película. Ver una película implica comprometer inconscientemente o semi-conscientemente los roles sociales típicos de hombres y mujeres. Los "tres aspectos diferentes", como se los denomina, explican exactamente cómo se ven las películas en relación con el falocentrismo. El primer "aspecto" se refiere a la cámara ya que registra los eventos reales de la película. La segunda "mirada" describe el acto casi voyerista de la audiencia cuando uno se dedica a ver la película en sí. Por último, el tercer "aspecto" se refiere a los personajes que interactúan entre sí a lo largo de la película.
La idea principal que parece unir estas acciones es que "mirar" generalmente se considera un rol masculino activo, mientras que el rol pasivo de ser observado se adopta inmediatamente como una característica femenina. Es bajo la construcción del patriarcado que Mulvey argumenta que las mujeres en el cine están atadas al deseo y que los personajes femeninos tienen una "apariencia codificada para un fuerte impacto visual y erótico". El actor femenino nunca debe representar a un personaje que directamente influye en el resultado de una trama o mantiene la historia en funcionamiento, sino que se inserta en la película como una forma de apoyar el papel masculino y "asumir la carga de la objetificación sexual" que él no poder.

## Cine feminista
La convención cinematográfica mantiene la ilusión de realidad a base de ocultar los mecanismos del proceso de filmación, la mirada de la cámara y de negar la existencia de la audiencia. Frente a ello el cine feminista se plantea liberar a la mujer de la posición de objeto pasivo de la mirada que ocupa tradicionalmente y admitir la importancia de la cámara y de la audiencia, además de la mirada de los personajes dentro del texto fílmico como apunta Mulvey. Isolina Ballesteros señala en España el trabajo de Pilar Miró y Josefina Molina.

## Para leer más
- Laura Mulvey (1975). «Visual Pleasure and Narrative Cinema». Screen 16 (3): 6-18. Online version.
- Laura Mulvey (1989). Visual and Other Pleasures. Bloomington: Indiana University Press. ISBN 0-253-20494-1.
- Gaylyn Studlar (1993). In the Realm of Pleasure. Columbia University Press. ISBN 0-231-08233-9.
- Rakhee Balaram (2007). Laura Mulvey and Peter Wollen.Online version.